# Albatros wędrowny
Albatros wędrowny (Diomedea exulans) – gatunek dużego ptaka morskiego z rodziny albatrosów (Diomedeidae), zamieszkujący oceany południowej półkuli. Narażony na wyginięcie, jeden podgatunek zagrożony krytycznie.

## Taksonomia
Po raz pierwszy zgodnie z zasadami nazewnictwa binominalnego gatunek ten opisał Karol Linneusz w 1758 w 10. edycji Systema Naturae. Jako miejsce typowe wskazał Przylądek Dobrej Nadziei, a gatunkowi nadał nazwę Diomedea exulans. Nazwa ta jest obecnie (2021) utrzymywana przez Międzynarodowy Komitet Ornitologiczny (IOC); uznaje on albatrosa wędrownego za gatunek monotypowy, jednak klasyfikacja jest kwestią sporną. Autorzy Kompletnej listy ptaków świata wyróżniają 5 podgatunków. Albatrosy: atlantycki (D. (e.) dabbenena), białolicy (D. (e.) amsterdamensis), różowodzioby (D. (e.) antipodensis) i auklandzki (D. (e.) gibsoni) bywają również uznawane za odrębne gatunki. Istnieją znaczące różnice zarówno w morfologii, jak i DNA. Pomysł podziału albatrosa wędrownego na 5 podgatunków wprowadził Warham w 1990 (A checklist of the Procellariiformes [Appendix 1]); w 1998 Robertson i Nunn podnieśli je do rangi gatunków.

## Podgatunki i zasięg występowania
Autorzy Kompletnej listy ptaków świata wyróżniają 5 podgatunków:
- albatros atlantycki (D. (e.) dabbenena) Mathews, 1929 – wyspa Gough, niegdyś gniazdowały też na Tristan da Cunha; nieregularnie 2-3 pary gnieżdżą się na Inaccessible (dane z 2016)[9]
- albatros białolicy (D. (e.) amsterdamensis) Roux, JP, Jouventin, Mougin, Stahl & Weimerskirch, 1983 – Amsterdam[4]
- albatros różowodzioby (D. (e.) antipodensis) Robertson, CJR & Warham, 1992 – Wyspy Antypodów, Wyspa Campbella[4] (Nowa Zelandia)
- albatros auklandzki (D. (e.) gibsoni) Robertson, CJR & Warham, 1992 – Wyspy Auckland[4]
- albatros wędrowny (D. (e.) exulans) Linnaeus, 1758 – Georgia Południowa, Wyspy Księcia Edwarda, Wyspy Crozeta, Wyspy Kerguelena i wyspa Macquarie[10]

Żerujące albatrosy można spotkać w całej strefie okołobiegunowej. Żerują daleko od kolonii lęgowych, nawet do 4000 km. W 2015 ukazały się wyniki badań poświęconych różnicom w migracjach u dwóch genetycznie podobnych populacji albatrosów wędrownych. Ptaki z Wysp Crozeta przeważnie były osiadłe, zaś te z Wysp Kerguelena migrowały na Ocean Indyjski.

## Morfologia
W przypadku podgatunku nominatywnego długość ciała to 107–135 cm; masa ciała samca 8190–11 910 g, samicy 6720–8700 g; rozpiętość skrzydeł 254–351 cm. Wśród współcześnie żyjących ptaków latających jest to największy zasięg skrzydeł. W dawnych źródłach donoszono o rozpiętości przekraczającej 5 m. Dla 64 osobników podgatunku D. e. gibsoni wartości te są mniejsze: masa ciała 5,5–8,6 kg u samców, 4,6–7,3 kg u samic; rozpiętość skrzydeł wyniosła 135,9–150 cm u samców, a u samic 131–143 cm (badane ptaki pochodziły z wyspy Adams).
Upierzenie zmienne w zależności od płci, wieku i podgatunku. Stały jest różowy dziób i białe pokrywy podskrzydłowe; dorosłe osobniki mogą mieć upierzenie od czysto białego po ciemnobrązowe, zaś same skrzydła mogą być całkowicie czarne po czarne z białymi pokrywami i barkówkami. Nie u wszystkich podgatunków występuje dymorfizm płciowy. U przedstawicieli D. e. exulans samce są (poza skrzydłami) czysto białe, jako jedyne albatrosy wędrowne. Samice nie są czysto białe. U dorosłych przedstawicieli D. e. amsterdamensis dymorfizm płciowy nie występuje; zarówno samce, jak i samice są ciemnobrązowe z białymi przodami głowy i czarnymi wierzchami głowy oraz białymi gardłami i brzuchami. Ostatnia cecha odróżnia je od osobników młodocianych. U reprezentantów D. e. antipodensis ptaki obu płci mają brązową przepaskę na piersi; starsze samce są białe z brązowymi plamami, samice natomiast od spodu są głównie brązowe, a przód głowy mają zawsze biały. Albatrosy podgatunku D. e. dabbenena wraz wiekiem bieleją, jednak nigdy nie są tak białe, jak dorosłe samce podgatunku nominatywnego. Samice wyróżniają się większą liczbą brązowych plam i mniejszą ilością bieli na skrzydle.
Osobniki młodociane każdego podgatunku wyglądają podobnie: są czekoladowobrązowe, z wyjątkiem białego przodu głowy i czarnych skrzydeł. Z każdym kolejnym pierzeniem bieleją, począwszy od grzbietu.

## Ekologia i zachowanie
Albatrosy wędrowne występują zarówno w strefie przybrzeżnej, jak i na otwartych wodach. Występują na obszarach, gdzie temperatura wody wynosi od −2 °C do 24 °C. W Antarktyce rzadko pojawiają się w obszarach występowania lodu pływającego. Na wyspach kolonie tych ptaków gniazdują na przybrzeżnych lub wewnętrznych zboczach, płaskowyżach i równinach, często na obszarach bagnistych; wymagane są urwiska lub wzgórza, z których ptaki mogą startować do lotu. 
Przeważnie żerują na otwartym oceanie, jednak o pewnych porach okresu lęgowego żerują często na obszarze szelfu (autorzy nie zaznaczyli, jak często). Żywią się głównie głowonogami (np. Kondakovia longimana, Sepia apama, Histioteuthis, Moroteuthis, Taonius) i rybami, ale zjadają również skorupiaki i padlinę. Zjadają zdobycz z powierzchni wody lub tuż spod niej, niekiedy raptownie zlatują 2–5 m w dół i nurkują płytko pod taflę wody. Żerują także w portach i cieśninach. Wyszukują zdobycz również w ujściach ścieków i wśród odpadków rybnych wyrzucanych ze statków. Ze względu na niektóre ich zachowania, jak podążanie za łodziami i nurkowanie za przynętami, są narażone na utopienie się po złapaniu na linkę haczykową. Osobniki młodociane żerując zapuszczają się dalej na północ od ptaków dorosłych, zaś samice bardziej na północ od samców.

### Lęgi

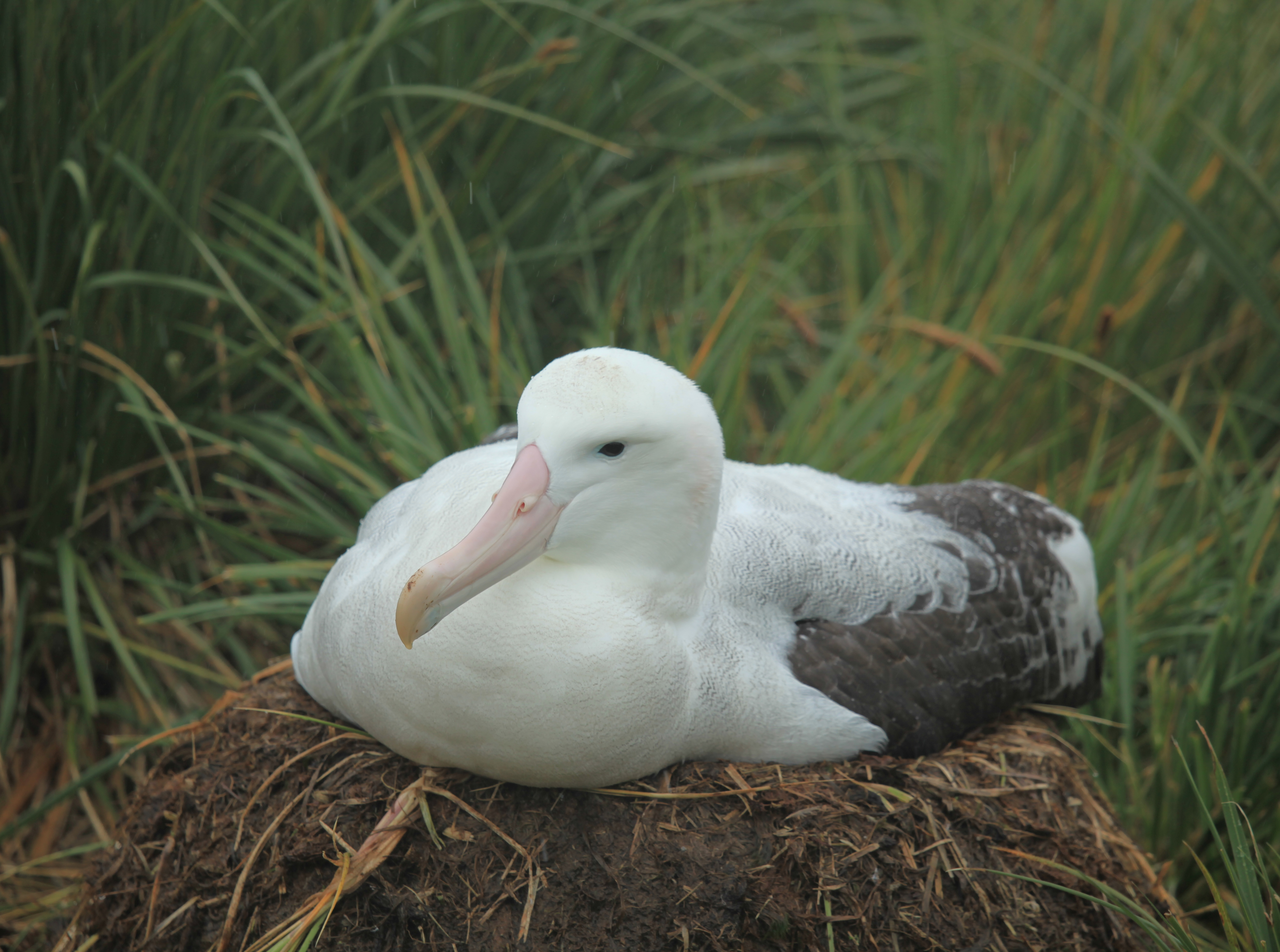
Gniazdo albatrosa wędrownego. Prion Island, Georgia Południowa i Sandwich Południowy

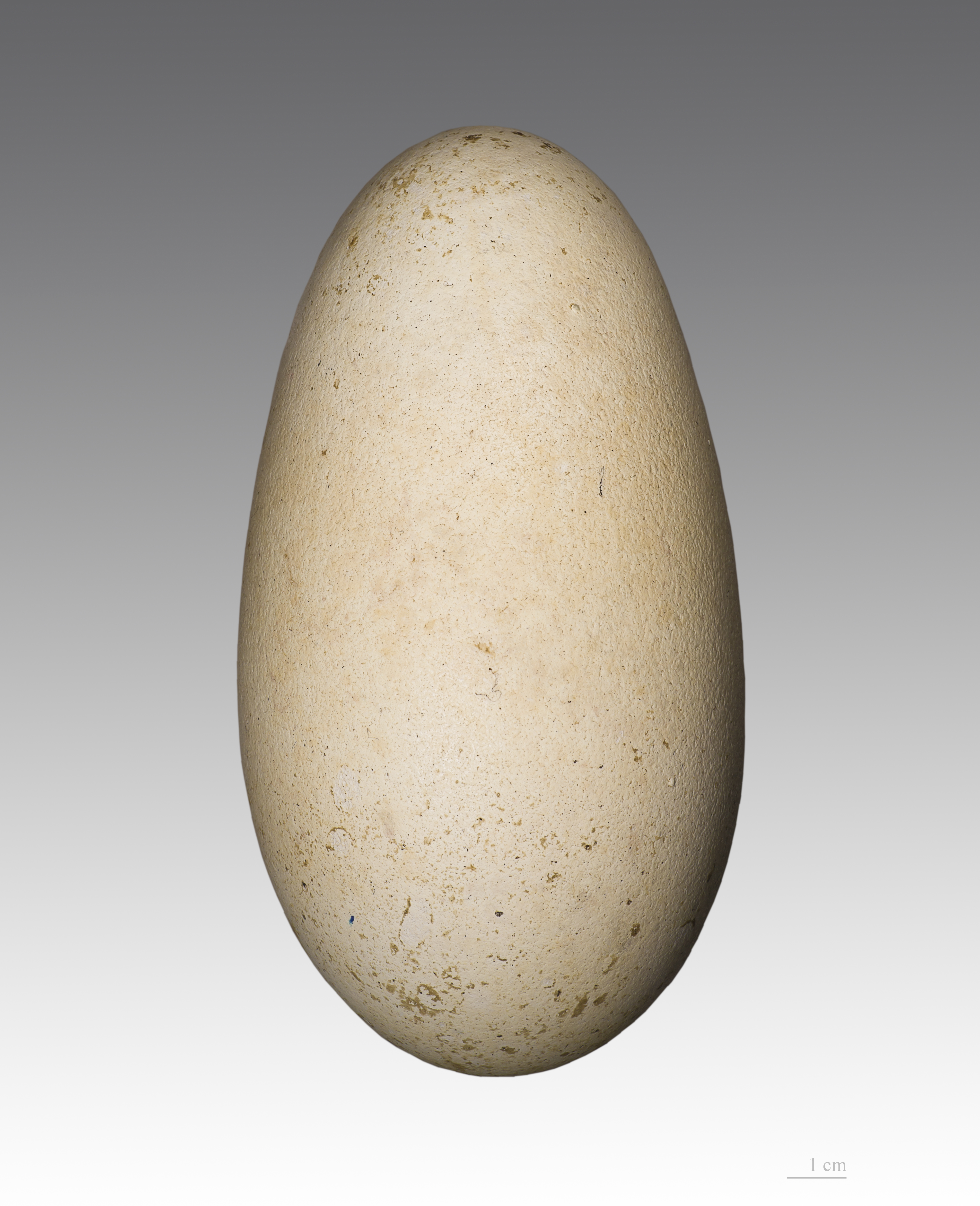
Jajo albatrosa wędrownego

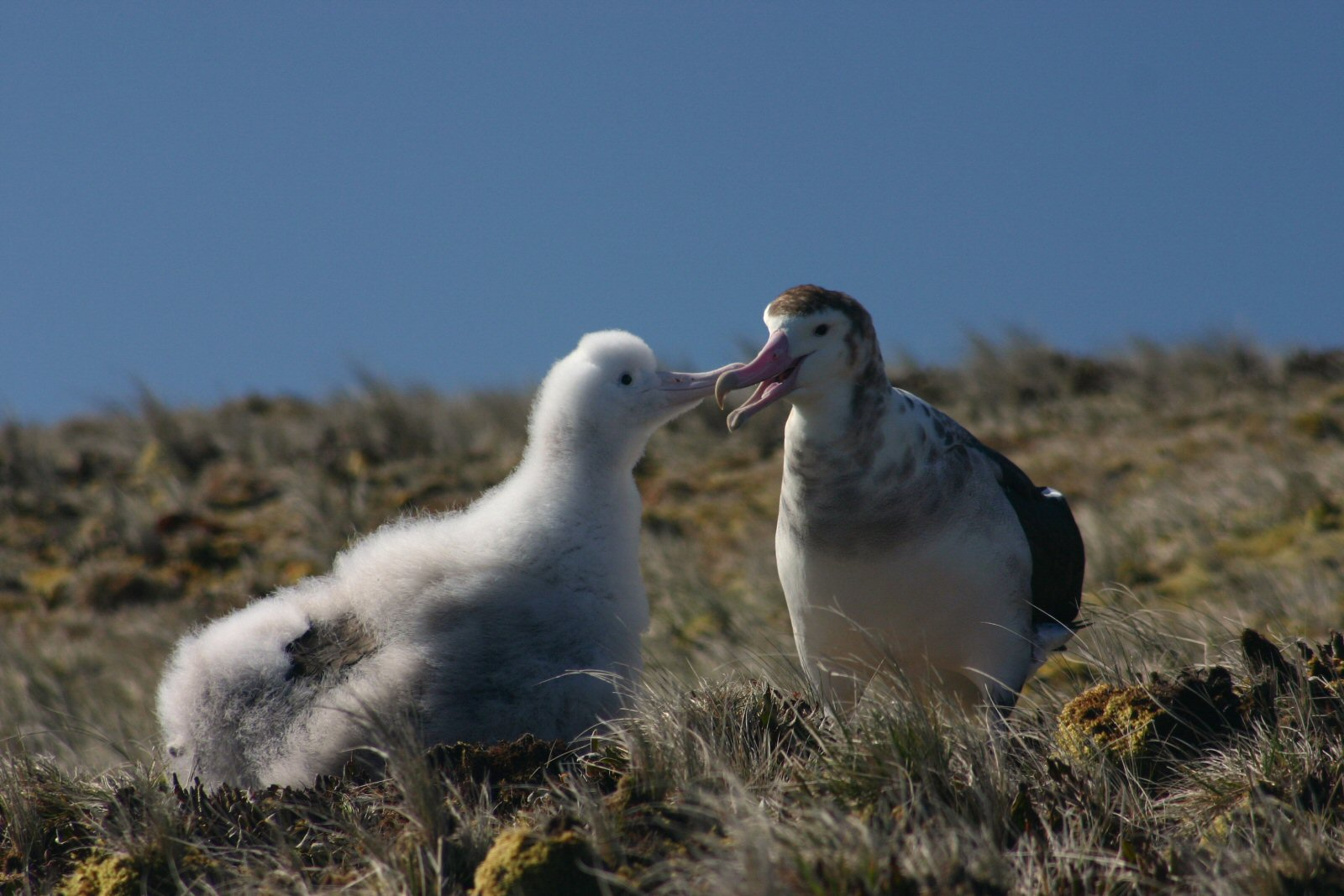
Albatros wędrowny podgatunku D. e. amsterdamensis z pisklęciem

Albatrosy wędrowne zaczynają się rozmnażać po 7–11 latach życia. Okres lęgowy albatrosów wędrownych trwa cały rok. Z tego powodu większość ptaków wyprowadza lęgi raz na 2 lata, niektóre jednak wyprowadzają lęgi w następujących po sobie latach. Swoje gniazda albatrosy umieszczają na połaciach mchu, w gęstych kępach roślin, często w luźnych skupiskach na zachodniej (nawietrznej) stronie wyspy. Lęgi zaczynają się latem, cały cykl trwa około 11 miesięcy. U podgatunku nominatywnego dorosłe powracają do kolonii w listopadzie, a jaja składają przez okres 5 tygodni na przełomie grudnia i stycznia. Gniazdo budują samice, samce zbierają większość materiału na gniazdo, które ma formę kopca z traw i mchów. W zniesieniu jedno jajo. Starsze i bardziej doświadczone ptaki składają większe jaja. Z 1607 zważonych jaj średnia masa wyniosła 490 g, a 95% jaj ważyło od 393 do 561 g (dane dla ptaków z Bird Island, Georgia Południowa). Inkubacja trwa przeciętnie 78 dni. Po wykluciu (wczesny marzec) pisklęciem zajmują się oboje rodzice; po 4–5 tygodniach młode karmione jest już bardziej nieregularnie. Młode albatrosy wędrowne opierzają się w pełni od środka listopada do środka grudnia, przeciętnie 278 dni po wykluciu. 
Najstarszy znany albatros wędrowny podgatunku D. e. dabbenena dożył przynajmniej 38 lat. Najstarszy znany osobnik podgatunku nominatywnego (stan z 2003) przeżył przynajmniej 46 lat. Został złapany żywy na Wyspie Księcia Edwarda w 2001 roku, 41 lat i 4 miesiące po jego zaobrączkowaniu. Nie wiadomo, w jakim wieku był przy zaobrączkowaniu, szacunkowy jego wiek wynosił 46–51 lat.

## Status i zagrożenia
Poszczególne podgatunki różnią się statusem zagrożenia IUCN (stan w 2020):
- albatros atlantycki (D. (e.) dabbenena) – krytycznie zagrożony (CR, Critically Endangered) od 2008 roku, wcześniej w latach 2000–2007 zagrożony (EN)[20]
- albatros białolicy (D. (e.) amsterdamensis) – zagrożony (EN) od 2018 roku, wcześniej krytycznie zagrożony (CR) od 1994 roku[21]
- albatros różowodzioby (D. (e.) antipodensis) – zagrożony (EN) od 2017 roku, wcześniej klasyfikowany jako narażony (VU) od 2000 roku[22]
- albatros wędrowny (D. (e.) exulans) wraz z auklandzkim (D. (e.) gibsoni) – narażony (VU)[23]

Zagrożeniem dla albatrosów wędrownych jest przypadkowe łapanie ich podczas połowu ryb, wskutek czego albatrosy topią się. Pisklętom zagrażają nagromadzone śmieci i haczyki. Na Macquarie albatrosy te były niegdyś intensywnie odławiane przez ludzi.
Na Wyspach Kerguelena w niektórych latach pewne kolonie doświadczały całkowitego niepowodzenia w lęgach ze względu na drapieżnictwo ze strony kotów. Na Georgii Południowej środowisko życia tych ptaków niszczone jest przez ekspansję kotików antarktycznych (Arctocephalus gazella). Na Inaccessible spadek liczebności spowodowany był prawdopodobnie drapieżnictwem ze strony ludzi i świń (obecnie już niewystępujących na tej wyspie).
Na Tristan da Cunha wymarcie tych albatrosów prawdopodobnie spowodowane było przez człowieka (możliwe, że przyczyniły się do tego również szczury).
Na Gough drapieżnictwo ze strony myszy domowej (Mus musculus) powoduje niski sukces lęgowy (dane z lat 2003–2007). W 2014 obserwowano 20 piskląt na wyspie Gough; 15 nie dożyło opierzenia, z czego 14 przez drapieżnictwo myszy. Wszystkie pisklęta atakowane były nocą, zwykle najpierw przez 1–2 myszy; umierały średnio po 3,9 ± 1,2 dnia po pierwszym ataku.
Na Gough stwierdzono również przypadki zasypania i śmierci piskląt i dorosłych przez obsuwający się torf po sztormie, jednak prawdopodobnie są to bardzo rzadkie zdarzenia.
Na wyspie Amsterdam do zmniejszenia się populacji przyczyniło się niszczenie środowiska przez introdukowane bydło, prawdopodobnie również niepokojenie przez człowieka. Podczas sezonu lęgowego w 2011 w kolonii na tej wyspie obserwowano myszy, szczury i koty, ale nie stwierdzono przypadków drapieżnictwa.
Na wyspie Amsterdam występują również albatrosy białoszyje (Thalassarche (c.) carteri, uznawane za podgatunek albatrosów żółtodziobych, Thalassarche chlororhynchos). Przyczyną spadku ich liczebności na tej wyspie była cholera drobiu (pastereloza); według danych z 2004, jeśli cholera drobiu pojawiłaby się u albatrosów wędrownych na wyspie Amsterdam, mogłyby wyginąć w przeciągu 20–30 lat.